# 求米草粉蝨
求米草粉蝨（学名：Tetraleurodes oplismeni）为粉蝨科草粉蝨屬下的一个种。